# ГЕС-ГАЕС Коральпе
ГЕС-ГАЕС Коральпе (нім. Kraftwerk Koralpe) — гідроелектростанція на півдні Австрії у землі Каринтія.
На початку 1990-х років річку Файстриц (Feistritz, один із витоків Mucka Bistrica, лівої притоки Драви) перекрили кам'яно-накидною греблею із асфальтовим ядром висотою 88 метрів та довжиною 370 метрів. Створене нею водосховище Собот (нім. Soboth) має площу поверхні 0,87 км2 та об'єм 16,2 млн м3, при цьому нормальним коливанням вважається знаходження між позначками 1053 та 1080 метрів над рівнем моря.
Від водосховища до машинного залу, розташованого у сусідній долині Драви, веде дериваційний тунель довжиною 8,1 км, що забезпечує максимальний напір у 735,5 метра. Встановлена на ГЕС турбіна типу Пелтон при потужності 50 МВт була розрахована на виробництво 83 млн кВт-год за рахунок природного притоку. Відпрацьована вода відводиться у водосховище ГЕС Дравоград (знаходиться на території Словенії, проте створює підпір вище за течією до австрійської ГЕС Лафамюнд).
У 2011 році станцію доповнили насосом потужністю 35 МВт, що надало їй функцію гідроакумуляції. При цьому як верхній і нижній резервуари використовуються ті самі водосховища Собот та Дравоград. За проектом перетворення станції на ГАЕС повинне подвоїти її річне виробництво електроенергії.